# 武蔵中央電気鉄道
武蔵中央電気鉄道（むさしちゅうおうでんきてつどう）は、1929年から1939年まで東京府（現・東京都）八王子市内を通っていた軌道路線およびその運営会社である。甲州街道沿いに路面電車を走らせ「武中電車」の愛称で親しまれた。
折からの世界恐慌による八王子市の繊維産業の不振に加え、並行する中央本線での電化や京王御陵線の開通などにより乗客数が伸びず、1938年に一部区間を廃止のうえ京王電気軌道（現・京王電鉄）に吸収合併され、のち全線が廃止された。

## 路線データ
一部廃止・京王合併直前
- 路線距離（営業キロ）：8.4km
- 軌間：1067mm
- 駅数：18駅（起終点駅含む）
- 複線区間：全線単線
- 電化区間：全線電化（直流600V）
  - 横山変電所、回転変流機（交流側445V直流側600V）直流側の出力300KW、常用1予備無し、製造者英国電気[2]
- 閉塞方式：（軌道のため閉塞はなし）

## 運行形態
八王子駅前 - 高尾橋間は6:30 - 21時台まで8-16分間隔、東八王子駅前 - 横山町間は7時台から20時台まで7分間隔の運転であった。

## 歴史
高尾山電気軌道の計画を前身とする。高尾山電気軌道は1923年（大正12年）1月30日に設立（資本金10万円）され、紅林七五郎という素封家が社長であった。当初の計画（浅川駅前 - 高尾橋）では東京市民の行楽地であり信仰の山である高尾山への輸送を目的としていたが、やがて八王子市内への延長計画を立てたあと、八王子から所沢を経由して大宮へ至る路線と、砂川から分岐して田無を経由して目白に至るという長大な路線を計画した。そして1923年（大正12年）8月に特許出願したが、この長大な路線はあえなく却下されてしまう。かろうじて八王子市内への延長線は1925年（大正14年）9月に敷設特許が下付されることになったが1926年（大正15年）3月になると経営陣の異動があり、紅林は社長を退いた。
4月に八王子電気鉄道に商号変更し、資本金を100万円に増額すると、6月の株主総会において藤山愛一郎が取締役に、父親の藤山雷太が顧問に就任した。この年の藤山親子の持株は総株数の4割を占めており、会社が藤山家の支配下に置かれたことになる。この体制のもと、9月には八王子から所沢に至る鉄道の敷設免許、翌1927年（昭和2年）1月には所沢より大宮に至る鉄道の敷設免許をそれぞれ申請。同年12月に、八王子 - 大宮間の敷設免許が下付された。
さらに、1928年（昭和3年）4月には大宮から与野町、鳩ヶ谷町、草加町、流山町を経由して常磐線柏駅に至る路線と、鳩ヶ谷から分岐して舎人村、西新井村、綾瀬村を経由して常磐線北千住駅に至る路線の敷設免許を申請した。しかし、これらについては免許が下付されることはなかった。
八王子 - 大宮間の路線の建設費は概算で415万円であり、資本の増強が求められた。そこで、新たに1929年（昭和4年）3月に武蔵中央電気鉄道株式会社を資本金700万円で設立し、社長に藤山雷太が就任した。同年7月、八王子電気鉄道は軌道及び鉄道の敷設権を武蔵中央電気鉄道に譲渡し、解散することとなった。
一方、これと前後して工事が始められていた路線は11月より一部開業し、徐々に道路の拡幅工事を進めながら、1932年（昭和7年）4月までに全線開通した。同時に、八王子 - 高尾山麓間で乗合バスを運行していた八王子市街自動車を傘下に収め関連会社とした。
しかし、1930年（昭和5年）12月に中央線が浅川まで電化され都心から直通するようになり、さらに1931年（昭和6年）3月には京王電気軌道御陵線が開通したことで、乗客は伸び悩んだ。また、昭和金融恐慌の影響により株式の払込が不調で、八王子 - 大宮間の建設工事に着手することは叶わなかった。そこで、会社は資本金を490万円に減資することにし、社長も藤山愛一郎に交代した。
結局のところ業績は上向かず、路線は一部廃止のうえ新宿 - 八王子 - 高尾間の交通一元化を考えていた京王電気軌道へ売却することに決定した。価格は50万円（八王子 - 大宮間の敷設権も含む）であった。京王八王子線となり、横山駅から高尾山までの輸送手段になったものの、1939年（昭和14年）6月には運行が休止となり年内に廃線となった。
車両は、単車を除きすべて他の鉄軌道に引き取られた。折から鉄価が高騰しており、撤去した軌条や架線等の売却価格は20万円とも30万円ともいわれており400形の資金になったという。
国道20号上に敷設された軌道ということもあり、現在では見るべき遺構もないが、曹洞宗祥雲山長安寺の参道は軌道に使われた敷石が再利用されている。
また、高尾山方面への路線としては、1945年（昭和20年）に休止された御陵線を一部利用して1967年（昭和42年）10月1日に京王帝都電鉄（京王電気軌道の後身、現・京王電鉄）が高尾線（北野 - 高尾山口間）を開業した。

### 年表
- 1922年（大正11年）1月31日 高尾山電気軌道に対し浅川駅前 - 高尾橋の電気軌道敷設の特許が下付される[9]。
- 1925年（大正14年）9月25日 八王子駅前 - 浅川、横山町 - 明神町の電気軌道敷設の特許が下付される[10]。
- 1926年（大正15年）4月21日 八王子電気鉄道株式会社に商号を変更する[11]。
- 1927年（昭和2年）12月20日 八王子 - 大宮間（40.04km）の電気鉄道敷設の免許が下付される[12]。
- 1929年（昭和4年）
  - 3月26日 武蔵中央電気鉄道を設立
  - 7月1日 八王子電気鉄道より電気鉄道の敷設免許及び電気軌道敷設の特許を譲受[13]。
  - 11月23日 追分 - 浅川駅前間開通
  - 12月23日 追分 - 京王前間開通（京王前は仮設電停）
- 1930年（昭和5年）
  - 3月29日 浅川駅前 - 高尾橋間開通
  - 10月3日 京王前 - 東八王子駅前間開通（同時に京王前電停は廃止）
- 1931年（昭和6年）8月17日 起業廃止許可[14]
- 1932年（昭和7年）4月10日 横山町 - 八王子駅前間開通
- 1938年（昭和13年）6月1日 八王子駅前 - 横山車庫前間および東八王子駅前 - 横山町間を廃止[15]。武蔵中央電気鉄道が京王電気軌道に吸収され、残った区間の横山車庫前 - 高尾橋間が京王八王子線（後に京王高尾線に改称）となる。
- 1939年（昭和14年）
  - 6月30日 全線休止
  - 12月1日 全線廃止

## 輸送・収支実績
| 年度             | 人員（人） | 営業収入（円） | 営業費（円） | 営業益金（円） | 雑収入（円） | 雑支出（円）             | 支払利子（円） |
| ---------------- | ---------- | -------------- | ------------ | -------------- | ------------ | ------------------------ | -------------- |
| 1929（昭和4）年  | 6,234      | 604            | 215          | 389            |              |                          |                |
| 1930（昭和5）年  | 817,033    | 73,069         | 50,102       | 22,967         |              |                          | 13,824         |
| 1931（昭和6）年  | 833,802    | 66,720         | 47,345       | 19,375         |              |                          | 19,494         |
| 1932（昭和7）年  | 875,212    | 65,781         | 47,097       | 18,684         |              | 償却金201,000            | 30,178         |
| 1933（昭和8）年  | 988,988    | 70,318         | 43,522       | 26,796         |              |                          | 40,468         |
| 1934（昭和9）年  | 1,064,580  | 73,689         | 65,305       | 8,384          |              | 償却金4,500              | 13,798         |
| 1935（昭和10）年 | 1,105,649  | 76,287         | 66,452       | 9,835          |              | 償却金8,800              | 796            |
| 1936（昭和11）年 | 1,051,871  | 75,369         | 66,881       | 8,488          |              | 償却金8,488              |                |
| 1937（昭和12）年 | 1,196,000  | 83,701         | 72,348       | 11,353         |              | 償却金9,291、自動車2,304 |                |

- 鉄道統計資料 各年度版より

## 車両
1929年11月日本車輌製の半鋼製ボギー車9両（1-11、4と9は欠番）を新製し、翌年2両（12,13）を増備した。この車両は最大幅2,118mmの細身の車体であった。これは軌道建設規程第8条により車体外幅員各幅3.64mが必要とされており、軌道が敷設されている道路の幅員が10mしかなく、これとは別に両側に電柱を設置する幅が各1尺(30.3cm)ずつ必要となるためこの寸法になった。また支線用に元京都市電の木造単車1両（51）を1932年に西武鉄道から購入し、計12両が在籍していた。1937年に1両を譲渡し、支線用の単車を廃車した。1938年の路線短縮時に5両を譲渡し、廃線時に残りの5両は北京へいった。
- 1[17] - 1938年・芸南電気軌道51→ 1942年・呉市502
- 2 - 1939年・北京電車公司
- 3 - 1939年・北京電車公司
- 5 - 1939年・北京電車公司
- 6 - 1938年・江ノ島電気鉄道115→ 1957年・栃尾電鉄ホハ23→クハ111
- 7 - 1939年・北京電車公司
- 8 - 1938年・金石電気鉄道デ15→ 1943年・北陸鉄道モハ1101→モハ2051→1967年・福井鉄道モハ501
- 10 - 1938年・芸南電気軌道52→ 1942年・呉市503
- 11 - 1939年・北京電車公司
- 12 - 1938年・芸南電気軌道50→ 1942年・呉市501
- 13 - 1937年・大雄山鉄道デハ11→ 1949年・駿豆鉄道デハ11→モハ8

## 駅一覧
一部廃止・京王合併直前
- 本線
  - 東八王子駅前駅 - 新町駅 - 横山町駅 - 八日町駅 - 八幡町駅 - 追分駅 - 千人町駅 - 地蔵堂駅 - 横山車庫前駅 - 横山駅前駅 - 浅川新地駅 - 御陵前駅 - 浅川原駅 - 浅川駅前駅 - 川原宿駅 - 小名路駅 - 落合駅 - 高尾橋駅
- 支線
  - 八王子駅前駅 - 横山町駅

## 接続路線
呼称は営業当時
- 八王子駅前：国鉄八王子駅
- 東八王子駅前：京王電気軌道東八王子駅（現・京王八王子駅）
- 横山駅前：京王電気軌道武蔵横山駅（現存せず）
- 浅川駅前：国鉄浅川駅（現・高尾駅）